# ウィーンバスターミナル

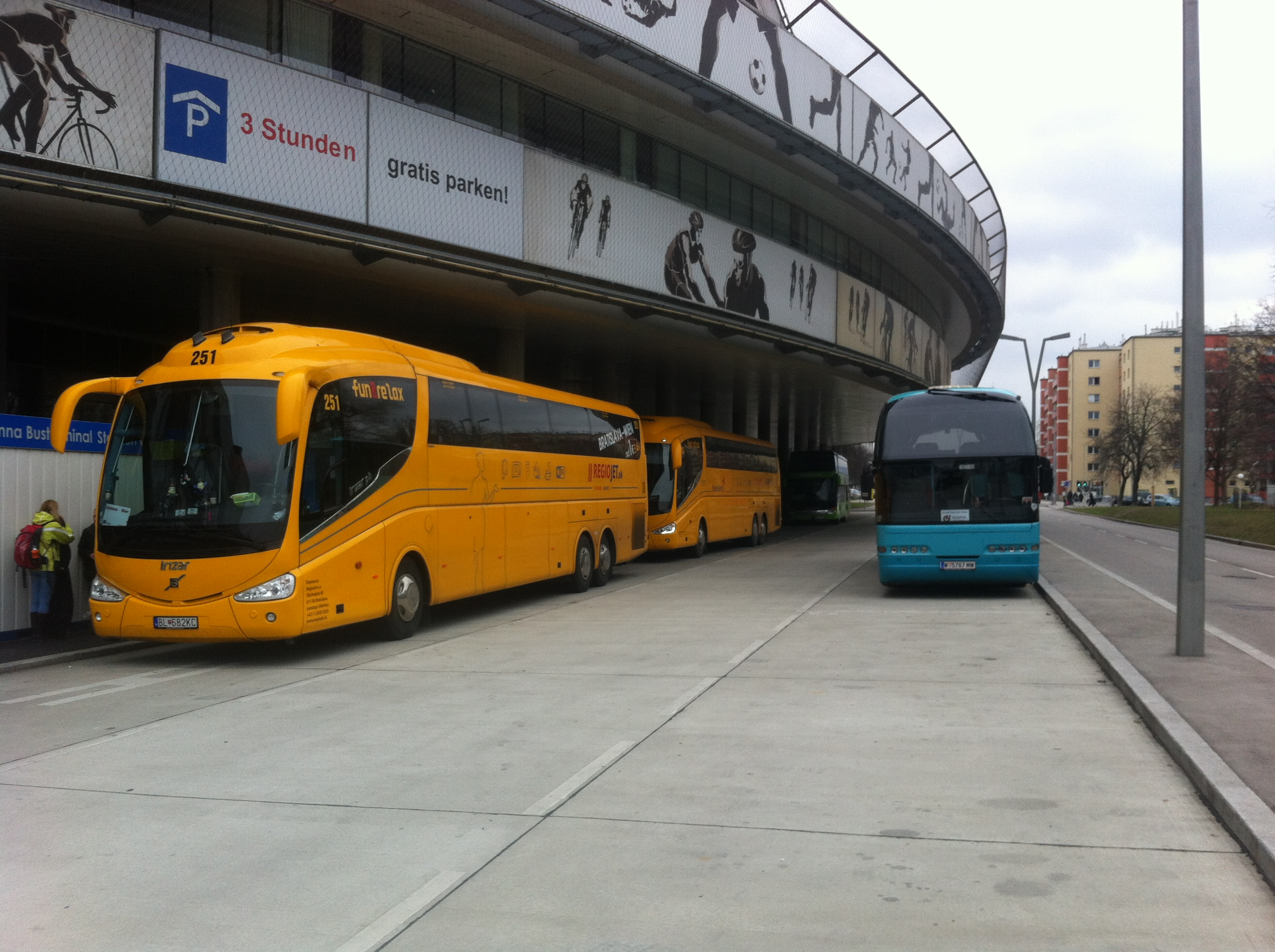
RegioJetのブラティスラヴァ行

ウィーンバスターミナル （Busterminal Vienna）は、ウィーン市2区レオポルトシュタットオリンピア広場にあるショッピングセンター、シュタディオンセンター内にあるバス駅である。

## 概要
当駅はゲシュヴィントル・コンツェルンに属するオーストリア旅客輸送会社が運営する。付近にはフェリ・ドゥシカ屋内競技場、エルンスト・ハッペル競技場などがあり、地下鉄2号線の競技場駅が最寄り駅となる。
地下鉄2号線の競技場駅までの延伸と引き換えに並走するウィーン市電21系統が2008年に廃止され、その旧軌道敷にはタクシー、バス（77A系統）専用レーン、スタジアムセンターのバス待機場を設置した。 2013年7月にはバス駅を拡張し、現在では欧州の長距離バスの輸送の拠点として機能している。 また長距離バス路線以外にも空港連絡バスなどの路線バスの一部も乗り入れている。 バス駅には長さ15mの８つの乗降場所があり、バス駅の約半分を占める。 残りの半分はバス待機場となっており合計30台分の停車スペースがある。
当駅周辺には地下鉄2号線と路線バス11A、77A系統の停留所がある。 またウィーンの他のバスターミナルとしては、2007年完成のウィーン国際バスターミナル 、南チロル広場の長距離バスターミナルがある。この為、ウィーン・シュタディオンセンターバスターミナル（Bus Terminal Vienna Stadion Center）と記される時がある。